# Первомайский айылный аймак
Первомайский айылный аймак — айылный аймак в составе Ала-Букинского района Джалал-Абадской области Кыргызстана. Занимает самую южную часть района, имеет отдельный участок под пастбища на северных высокогорных частях района. Центр округа — село Айры-Там. Имеет в основном равнинный или холмистый тип территории. Погода здесь сухая и жаркая. Осадки бывают редко.
В составе сельского округа 7 сёл: Айры-Там (центр), Джаны-Шаар, Ажек, Совет-Сай, Кара-Ункур, Ак-Башат, Алма-Бел.
До 2010 года имелось 2 контрольно-пропускных пункта с республикой Узбекистан, на данный момент они снесены и не работают. Ближайший контрольно-пропускной пункт в селе Баймак, Ала-Букинского района